# Inger Smærup Sørensen
Inger Smærup Sørensen (født 1977) er en dansk forfatter og kunsthistoriker. Hun modtog 27. september 2024 Bodil og Jørgen Munch-Christensens debutantpris for romanen Dødsbo, der udkom i 2024.
Hun har desuden været inspektør på Heerup Museum (2001-2004), konstitueret museumsleder på Færøernes Kunstmuseum (2004-2005), selvstændig konsulent (2005-2015), institutleder på Færøernes Universitet (2020-2021), projektleder i Nordens Hus på Færøerne (2015-2023) og fra 2023 har hun været ansat ved Statens Museum for Kunst.
Inger Smærup Sørensen er datter af forfatter Jens Smærup Sørensen.